# Viveca Sten
Viveca Sten (nata Bergstedt) (Stoccolma, 18 giugno 1959) è una scrittrice ed economista svedese.

## Biografia
Viveca Sten lavora come scrittrice, consigliere giuridico, membro del consiglio d'amministrazione e docente universitario. Ha conseguito una laurea in Giurisprudenza all'Università di Stoccolma ed è anche economista presso la scuola di economia di Stoccolma. Precedentemente ha lavorato tra l'altro come consulente generale presso la compagnia di viaggi Amadeus Scandinavia e la società di commercio elettronico Letsbuyit.com e successivamente presso l'operatore postale PostNord. 
È stata ospite nel programma radiofonico Sommar della radio svedese Sveriges Radio P1.
Per quanto concerne la sua carriera da scrittrice, i suoi libri, da cui è stata tratta anche una serie televisiva (Omicidi a Sandhamn), narrano le vicende del detective Thomas Andreasson e della sua migliore amica Nora Linde sull'isola di Sandhamn.
Viveca attualmente vive a Djursholm, nella contea di Stoccolma, con il marito Lennart e i tre figli e trascorre lunghi periodi sull'isola di Sandhamn dove la sua famiglia possiede una casa da generazioni.

## Produzione letteraria
Per molte generazioni la famiglia di Viveca Sten ha vissuto in una casa a Sandhamn nell'arcipelago di Stoccolma e dopo la sua infanzia anche Viveca ha trascorso le sue estati su quest'isola. Questo fatto è stato d'ispirazione per la sua produzione e nel 2008 ha debuttato con il romanzo I de lugnaste vatten (Il corpo che affiora). Le successive pubblicazioni indipendenti della serie, I den innersta kretsen (Nella cerchia più interna) e I grunden utan skuld (Nel nome di mio padre)  sono stati i primi successi. Il quarto e il quinto libro della serie, I natt är du död (Questa notte morirai) e I stundens hetta (Nel bruciore dell'attimo) sono entrambi entrati nella classifica dei libri svedesi più letti. Il sesto libro, I farans riktning (Verso il pericolo) è uscito nel maggio 2013 ed è stato il più grande successo editoriale di Viveca Sten finora. Il settimo libro, I maktens skugga (Nell'ombra del potere) è stato pubblicato nel 2014 e nel 2015 è uscito anche l'ottavo libro I sanningens namn (Nel nome della verità). La serie è stata venduta in più di tre milioni di esemplari in tutto il mondo ed è stata pubblicata in venti paesi, fra cui Germania, Spagna, Olanda, Polonia e Giappone, oltre agli altri paesi nordici. Esiste una trasposizione cinematografica dei primi 5 libri, che sono stati trasmessi come una miniserie su TV4: Morden i Sandhamn (Omicidi a Sandhamn).
Oltre ai romanzi criminali Viveca Sten ha scritto una serie di saggi riguardanti la sfera giuridica.
Nel 2016 è stato pubblicato il libro Djupgraven (La tomba profonda), scritto da Viveca in collaborazione con sua figlia Camilla Sten.

## Opere

### Serie degli Omicidi di Sandhamn (edizioni italiane)
- 2008 - I de lugnaste vatten - Still Waters - Il corpo che affiora (2010), Rizzoli, traduzione di Alessandro Storti (ISBN 978-88-170-4396-0). Trasposizione cinematografica nel 2010. Primo volume.
- 2009 - I den innersta kretsen - Closed Circles - Tempesta sul Baltico (2012), Marsilio Editori, traduzione di Stefania Forlani (ISBN 978-88-297-1042-3). Trasposizione cinematografica nel 2012. Secondo volume.
- 2010 - I grunden utan skuld - Guiltless - Nel nome di mio padre (2016), Marsilio Editori, traduzione di Alessia Ferrari (ISBN 978-88-317-2427-2). Trasposizione cinematografica nel 2013. Terzo volume
- 2011 - I natt är du död - Tonight You're Dead - Questa notte morirai (2017), Marsilio Editori, traduzione di Alessia Ferrari (ISBN 978-88-317-2750-1). Trasposizione cinematografica nel 2014. Quarto volume
- 2012 - I stundens hetta - In the Heat of the Moment - L'estate senza ritorno (2018), Marsilio Editori, traduzione di Alessia Ferrari (ISBN 978-88-317-0929-3). Trasposizione cinematografica nel 2015. Quinto volume
- 2013 - I farans riktning - Ritorno all’isola (2019), Marsilio Editori, traduzione di Alessia Ferrari, (ISBN 978-88-297-0684-6).  Sesto volume
- 2014 - I maktens skugga - In the Shadow of Power - L'ombra del potere (2020), Marsilio Editori, traduzione di Alessia Ferrari (ISBN 978-88-297-0882-6). Trasposizione cinematografica nel 2018. Settimo volume.
- 2015 - I sanningens namn - In the Name of Truth - In nome della verità (2021), Marsilio Editori, traduzione di Laura Cangemi (ISBN 978-88-297-0630-3). Ottavo volume.
- 2018 - I fel sällskap - La scelta (2023), Marsilio Editori, traduzione di Alessandra Scali (ISBN 978-88-297-1182-6)

### Serie degli Omicidi di Sandhamn (opere non edite in Italia)
- 2017 - Iskalla ögonblick Tio skärgårdsberättelser
- 2019 - I hemlighet begravd

### Trasposizioni cinematografiche
- 2010 Del I av Morden i Sandhamn - basato su I de lugnaste vatten
- 2012 Del II av Morden i Sandhamn - basato su I den innersta kretsen
- 2013 Del III av Morden i Sandhamn - basato su I grunden utan skuld
- 2014 Del IV av Morden i Sandhamn - basato su I natt är du död
- 2015 Del V av Morden i Sandhamn - basato su I stundens hetta

### Saggistica
- Förhandla i affärer ("Negoziazione negli affari")
- Outsourcing av IT-tjänster ("Esternalizzazione di servizi informatici")
- Internationella avtal – i teori och praktik ("Accordi internazionali - teoria e pratica")

Libri di cucina
- 2014 - Skärgårdssommar ("Estate nell'arcipelago")

### Altri libri
- 2016 - Djupgraven
- 2018 - Mareld